# Lerma (Piemont)
Lerma ist eine Gemeinde in der italienischen Provinz Alessandria (AL), Region Piemont. 

## Lage und Einwohner
Die Gemeinde Lerma liegt rund 40 km südlich von der Provinzhauptstadt Alessandria auf einer Höhe von 293 m über dem Meeresspiegel auf einem Hügel im Alto Monferrato. Das Gemeindegebiet umfasst eine Fläche von 14,5 km² und hat 799 (Stand 31. Dezember 2023) Einwohner. Der Naturpark Parco naturale delle Capanne di Marcarolo liegt teilweise auf dem Gemeindegebiet von Lerma.
Die Nachbargemeinden sind Bosio, Casaleggio Boiro, Castelletto d’Orba, Montaldeo, Silvano d’Orba und Tagliolo Monferrato.

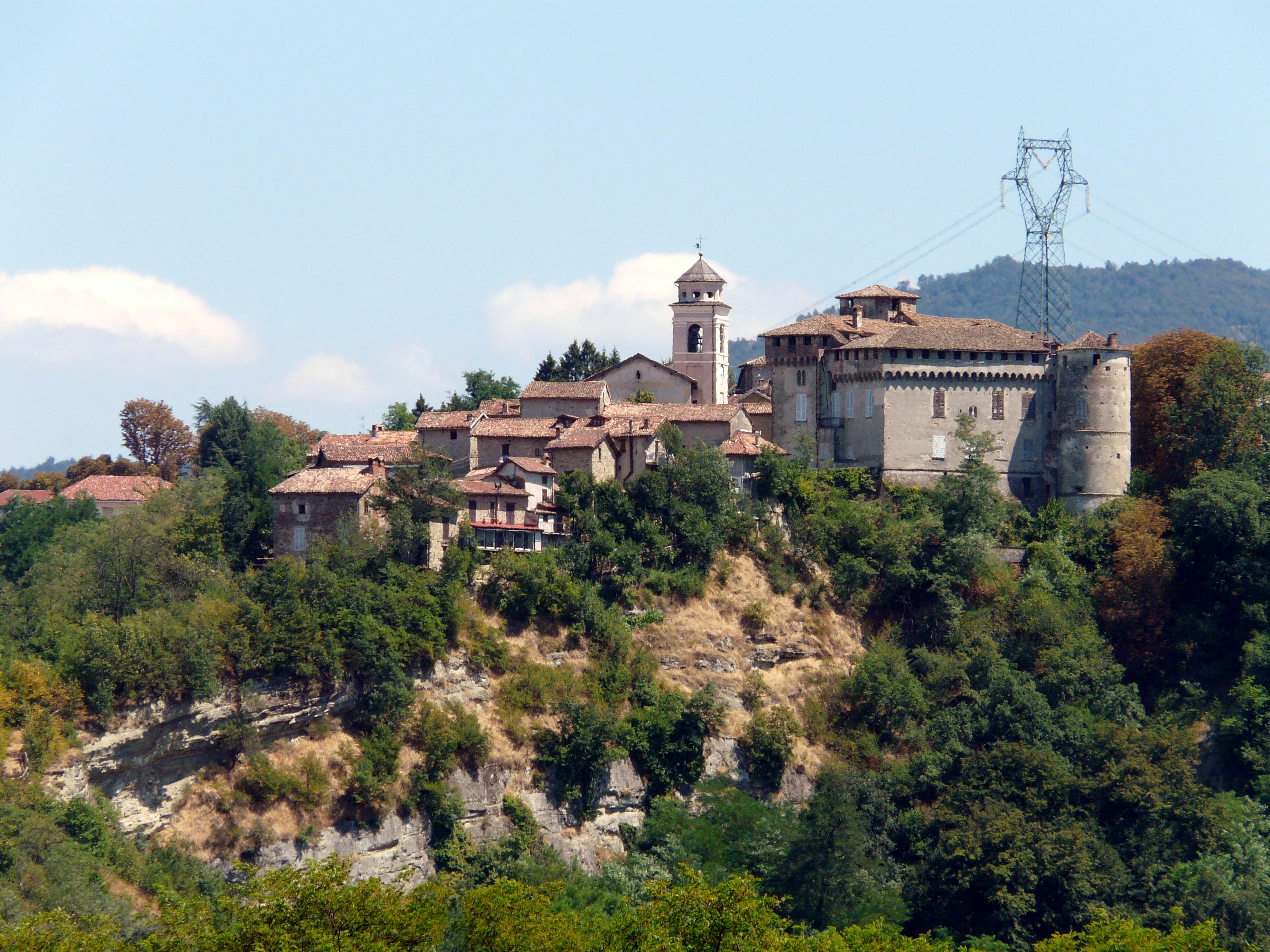
Panorama

## Geschichte

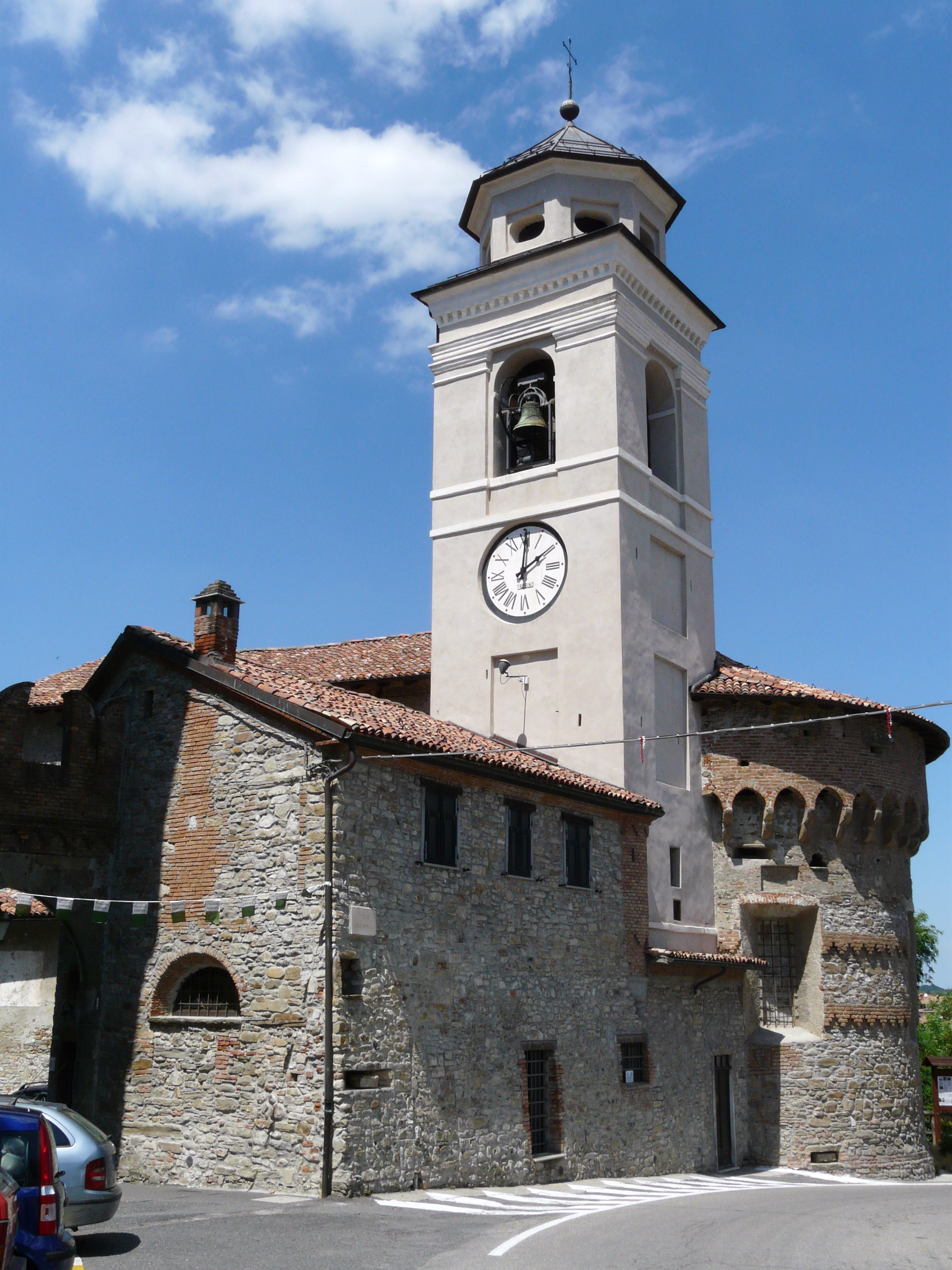
Kirche San Giovanni Battista

Der Ortsname ist seit 1171 als „Lelma“ bezeugt und nur in einem Fall, 1252, als „Lerma“, abgeleitet vom lateinischen Adjektiv EREMA, in Anspielung auf die Abgeschiedenheit der Gemeinde. Die Siedlung entstand im Mittelalter unter der Herrschaft der Familie Morbello. Im Jahr 1198 schloss es ein Bündnis mit Alessandria und entwickelte sich zu einer ländlichen Gemeinde. Aus diesen Pakten schöpfte sie große Privilegien, unter anderem das Recht, sich im Falle von Kriegsangriffen Schutz zu verschaffen. Im Jahr 1204 gelangte es mit dem Eid von Guglielmo Tonso, der sich selbst zum Vasallen der genuesischen Gemeinde erklärte, in den Besitz der angesehenen Seerepublik. Doch im Jahr 1273 rebellierten die Markgrafen von Bosco gegen den Pakt mit Genua und begannen eine Reihe beunruhigender Aktionen gegen die Einwohner von Oltregiogo und die Podestäre von Voltri und Polvecera. Genua reagierte darauf mit einem starken Kriegsangriff, der die ursprüngliche Ordnung wiederherstellte.
Ab 1323 wetteiferten mehrere Familien um die Herrschaft über den Ort Lerma. Die Doria, die Scorza di Voltaggio, die Grillo und die Spinola. Letztere blieben ab 1414 für lange Zeit Eigentümer und erhielten auch die feudale Belehnung von den Markgrafen von Monferrato, mit denen sie durch Vasallenbindungen verbunden waren. 
Im Jahr 1601 wurde es vom Herzog von Gonzaga zugunsten von Agostino Spinola in eine Markgrafschaft erhoben. Während des Dreißigjährigen Krieges war es Schauplatz des Feldzugs des spanischen Marschalls Don Diego von Aragon gegen Luca Spinola.

## Partnergemeinde
- Lerma, seit 2014

## Sehenswürdigkeiten
- Die Kapelle San Giovanni im romanischen Stil aus dem 11. Jahrhundert, in der Gemälde der flämischen Schule und von Giotto beeinflusste Fresken gefunden wurden.
- Das Heiligtum der Nostra Signora della Rocchetta, das in der Vergangenheit möglicherweise von einem Kloster abhängig war, von dem noch Spuren vorhanden sind.
- Das Schloss Spinola, Hochburg der alten Verteidigung des Tals, das 1499 auf einem bereits bestehenden Bauwerk erbaut wurde und heute eine Adelsresidenz ist.
- Die Pfarrkirche, in der ein Kruzifix aus dem 18. Jahrhundert des Genuesen Antonio Maria Maragliano aufbewahrt wird.

## Kulinarische Spezialitäten
In Lerma werden Reben des Dolcetto für den Dolcetto d’Ovada, einen Rotwein mit DOC Status angebaut. Die Beeren der Rebsorten Spätburgunder und/oder Chardonnay dürfen zum Schaumwein Alta Langa verarbeitet werden. Die Sorte Barbera findet Eingang in den Rotwein Barbera del Monferrato. 